# Roche-Saint-Secret-Béconne
Roche-Saint-Secret-Béconne è un comune francese di 375 abitanti situato nel dipartimento della Drôme della regione dell'Alvernia-Rodano-Alpi.

## Società

### Evoluzione demografica
Abitanti censiti